# Hōjō Tokifusa
Hōjō Tokifusa est un nom japonais traditionnel ; le nom de famille (ou le nom d'école), Hōjō, précède donc le prénom (ou le nom d'artiste).
Hōjō Tokifusa (北条 時房, 1175-18 février 1240) est un membre du clan Hōjō de nobles et de courtisans durant le shogunat de Kamakura. Il est le fils du shikken Hōjō Tokimasa et un frère cadet du shikken Hōjō Shigetoki.
La fonction de rokuhara Tandai est mise en place après la révolte de Jōkyū en 1221. Les deux chef sont appelés kitakata (北方) et minamikata (南方), kitakata étant de rang supérieur à celui de minamikata. Comme pour les shikken et les rensho, les deux postes sont monopolisés par le clan Hōjō. Tokifusa occupe le premier la fonction du rang minamikata.
En 1225 est créée la fonction de rensho pour servir d'assistant au shikken. Tokifusa est le premier titulaire de cette nouvelle fonction.
Il se fait plus tard moine bouddhiste et finit ses jours retiré au temple Tō-ji à Nara où il acquiert le surnom de « Daibutsu » (Grand Bouddha).

## Source de la traduction
- (nl) Cet article est partiellement ou en totalité issu de l’article de Wikipédia en néerlandais intitulé « Hojo Tokifusa » (voir la liste des auteurs).